# Николай Караджа
Николай Караджа, в зависимост от националната историография срещан и с името Никола/Николае/Николаос Караджа, е влашки господар непосредствено след първото господарстване на Александър Ипсиланти Стария. Внук на Деметрие Караджа († 1737) и Зафира Росети или Русет – дъщеря на Антон Росети, молдовски господар (1675 – 1678) и по тази линия сродник и на влашкия господар Маноле Русет. По бащина линия принадлежи към известната фанариотска фамилия Караджа, чийто родови корени са претендирани още по времето на Комнините като споменати от Ана Комнина в „Алексиадата“.

## Управление
Преди да поеме властта над Влашко, Николай е велик драгоман на Високата порта (1777 – 1782). Начело на Влашко въвежда нов данък от 10 пиастра, който впоследствие е намелен на 6 пиастра, но възбужда огромно недоволство сред местното население и болярство. Данъкът е продиктуван от обещанието му да се „отблагодари“ за господарстването над Влашко на султана. В крайна сметка това му коства и високия пост близо година след налагането на данъчния налог. Местенето на неговото семейство и антураж от Константинопол в Букурещ му струва 600 000 пиастра, които Николай Караджа изисква от османската хазна със задължението да ги възстанови. Семейството му не е особено заможно.
На 6 септември 1782 г. получава султански ферман да подсигури доставката за Константинопол на есенната пшеница от Влашко. Реколтата е лоша, което го принуждава да премине към реквизиции, както и да закупи нужното количество от съседна Трансилвания.
Краткото му управление на Влашко е запомнено от въвеждането за първи път за влашките поданици на паспорти; откриването на руски консулства в Букурещ и в Яш (съседна Молдова); въвеждането на обществена санитарно-хигиенна служба и контрол в страната и по границите, както и от мерките му за изземване на оръжието на населението.

## Потомство
Синът му Йоан също е влашки господар, а дъщерите му се сродяват с фамилията Маврокордато – Замфира се жени за молдовския господар Александър II Маврокордат, а Смарагда е съпруга на Николас Маврокордато и майка на известния гръцки политик и основател на английската партия Александрос Маврокордатос.